# برانون براگا
برانون براگا (به انگلیسی: Brannon Braga) تهیه‌کننده و فیلم‌نامه نویس اهل آمریکا می‌باشد.از کارهای مهم او می‌توان به سه قسمت از فیلم پیشتازان فضا، همکاری در تهیه فصل هفتم و هشتم سریال ۲۴ و سریال فلش فوروارد اشاره کرد.